# 獨尊將軍
獨尊將軍，是日本純種競賽馬匹 。生涯活躍於中距離賽事，曾在2018年勝出京成盃及聖烈特紀念。

## 出賽前
2015年1月27日出生於北海道日高町新生牧場，成長途中於拍賣會上在美浦訓練中心練馬師矢野英一的推薦下，被馬主森岡幸人以3240萬日圓購入，馬主名義以其經營的馬主公司G Riviere Racing Co. Ltd.登錄，其後交由當初的推薦人矢野訓練。

## 競賽生涯

### 2歲
2017年7月23日出戰函館競馬場2歲新馬戰，比賽初段因為不願展步而落後馬群，一直在後方位置追走下在第三彎道開始上前，最終跑獲第三的戰績。
其後出戰2歲未勝利戰，稍為改善問題後本次比賽採用領放戰術，雖然在比賽途中仍然有不集中的問題，但仍然可以在直路繼續帶離對手，最終以2馬位優勢取得首勝。
12月選擇出戰條件戰葉牡丹賞，比賽初段再次搶佔先頭位置展開領放，通過彎道處開始加速後漸漸建立優勢，最終成功阻止追擊的Chardonnay Gold達成連勝。

### 3歲
2018年選擇以京成盃作為首戰，同時陣營為解決其在比賽途中四處張望的習慣以安排其戴上面箍。比賽開始後，其因Cosmo Ignaz更主動搶佔位置而居於第二推進，一直緊町對方下在彎道處逐步加速。進入直路後，其仍然維持不俗的走勢，最終在200米處取得領先後繼續保持優勢，以三連勝的姿態取得首個分級賽冠軍。
其後進軍經典三冠頭關皋月賞，本次比賽和Aithon及Jun Valerot一同在最前方位置展開領放，並於途中一直處於較快的步速之中。進入直路後，其在其餘兩匹對手失速下一度取得領先的優勢，但被金紀元及Sans Rival趕過下以第三落敗。
5月繼續出戰東京優駿（日本打吡），比賽初段位置在先頭位置推進，然而在直路經已大幅失速，最終以第十六大敗。
秋季首戰選擇為聖烈特紀念，出閘後隨即保持在先頭位置，面對前方Tanino Frankel做出的步速選擇穩步推進。進入直路後，其迅速上前超越對手，後續繼續以不俗的姿態衝刺下成功阻止追擊的Leyenda，以1 1/4馬位取得第二個分級賽冠軍。

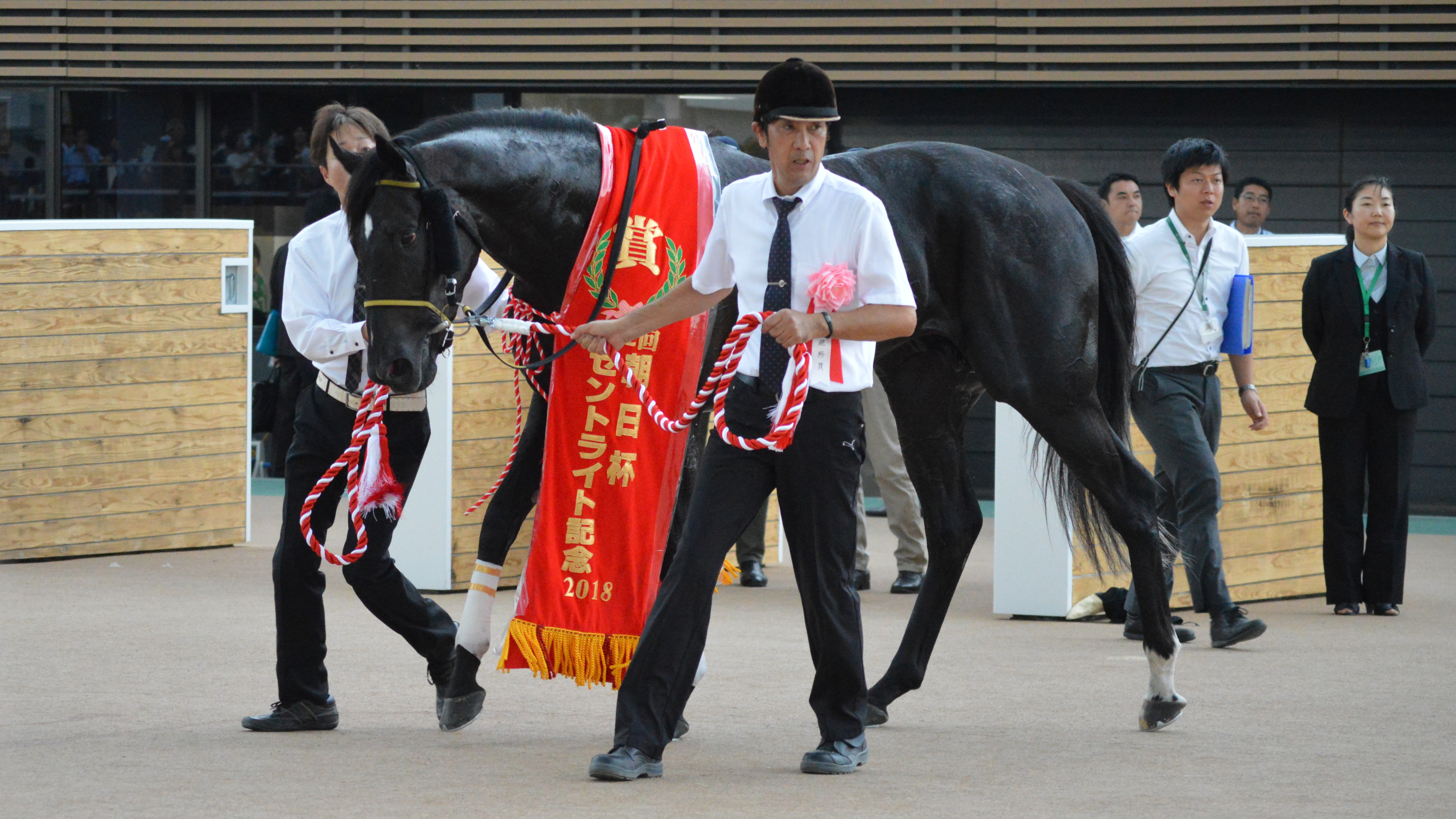
2018年聖烈特紀念頒獎儀式

其後按照計劃出戰菊花賞，本次比賽取得領先下於最前方位置推進，比賽途中做出前1000米62.7秒、前2000米2分6.9秒的超慢步速。進入直路後，其嘗試加速以維持自身的優勢，但最終加速力不及別人下以第九落敗。

### 4歲
2019年選擇以美國賽馬會盃作為首戰，比賽初段緊守於領放馬Stay in Seattle後方，但在直路上再度受到步速影響下未能順利衝刺，最終以第四落敗。
賽後，其被檢查出右前腳患有肌腱炎，因而進入長期休養。

### 5歲
2020年出戰時隔1年8個月的賽事產經賞，但狀態未完全回復下僅能跑獲第七的戰績。
年末，其選擇以挑戰盃作為目標，選擇領放之下在第四彎道處逐漸被對手超越，最終在直路繼續力弱下以第五完賽。

### 6歲
2021年於年初的美國賽馬會盃中以第十五大敗後，轉往表列賽挑戰，但最終在傑出錦標、十月錦標及首都錦標中均取得大敗。

### 7歲
2022年繼續現役，但在各項賽事中均未有優秀表現，最佳戰績為小倉大賞典的第四。
於堅蘭盃以第十五大敗後，陣營決定安排其退役，並在9月1日取消日本中央競馬會的賽駒註冊。

### 詳細賽績
| 日期       | 舉辦國家 | 馬場 | 距離   | 級別 | 賽事名稱     | 負重 | 騎師     | 馬號 | 出馬 | 名次 | 時間   | 頭馬（二馬）        |
| ---------- | -------- | ---- | ------ | ---- | ------------ | ---- | -------- | ---- | ---- | ---- | ------ | ------------------- |
| 23/7/2017  | 日本     | 函館 | 草1800 |      | 2歲新馬      | 54   | 李慕華   | 9    | 1    | 03着 | 1:51.4 | Sister Flag         |
| 28/10/2017 | 日本     | 東京 | 草2000 |      | 2歲未勝利    | 55   | 李慕華   | 12   | 8    | 01着 | 2:03.4 | （Irish Cry）       |
| 2/12/2017  | 日本     | 中山 | 草2000 |      | 葉牡丹賞     | 55   | 田邊裕信 | 9    | 6    | 01着 | 2:01.4 | （Chardonnay Gold） |
| 14/1/2018  | 日本     | 中山 | 草2000 | GIII | 京成盃       | 56   | 田邊裕信 | 15   | 15   | 01着 | 2:01.2 | （Cosmic Force）    |
| 15/4/2018  | 日本     | 中山 | 草2000 | GI   | 皋月賞       | 57   | 田邊裕信 | 16   | 10   | 03着 | 2:01.4 | 金紀元              |
| 27/5/2018  | 日本     | 東京 | 草2400 | GI   | 東京優駿     | 57   | 田邊裕信 | 18   | 16   | 16着 | 2:25.3 | 華格納              |
| 17/9/2018  | 日本     | 中山 | 草2200 | GII  | 聖烈特紀念   | 56   | 田邊裕信 | 15   | 4    | 01着 | 2:12.1 | （Leyenda）         |
| 21/10/2018 | 日本     | 京都 | 草3000 | GI   | 菊花賞       | 57   | 田邊裕信 | 18   | 4    | 09着 | 3:07.1 | 氣自豪              |
| 20/1/2019  | 日本     | 中山 | 草2200 | GII  | 美國賽馬會盃 | 56   | 田邊裕信 | 11   | 1    | 04着 | 2:14.1 | 意式甜釀            |
| 27/9/2020  | 日本     | 中山 | 草2200 | GII  | 產經賞       | 56   | 三浦皇成 | 9    | 5    | 07着 | 2:16.7 | 花火                |
| 5/12/2020  | 日本     | 阪神 | 草2000 | GIII | 挑戰盃       | 56   | 三浦皇成 | 11   | 6    | 05着 | 2:00.6 | 麗冠花環            |
| 24/1/2021  | 日本     | 中山 | 草2200 | GII  | 美國賽馬會盃 | 56   | 武藤雅   | 17   | 16   | 15着 | 2:20.3 | 大哲學家            |
| 9/5/2021   | 日本     | 東京 | 泥2100 | L    | 傑出錦標     | 57   | 武藤雅   | 16   | 13   | 16着 | 2:15.4 | 英雄傳記            |
| 17/10/2021 | 日本     | 東京 | 草2000 | L    | 十月錦標     | 59   | 江田照男 | 18   | 13   | 18着 | 2:02.3 | 本初之海            |
| 27/11/2021 | 日本     | 東京 | 草1600 | L    | 首都錦標     | 57   | 丸山元氣 | 17   | 7    | 13着 | 1:34.0 | Prince Return       |
| 8/1/2022   | 日本     | 中山 | 草1600 | L    | 新年錦標     | 59   | 丸山元氣 | 16   | 9    | 14着 | 1:35.0 | 空手道              |
| 20/2/2022  | 日本     | 小倉 | 草1800 | GIII | 小倉大賞典   | 55   | 柴山雄一 | 16   | 14   | 09着 | 1:50.0 | 奮飛達              |
| 17/4/2022  | 日本     | 福島 | 草2000 | L    | 福島民報盃   | 55   | 黛弘人   | 16   | 4    | 14着 | 2:03.2 | 深受期待            |
| 3/7/2022   | 日本     | 函館 | 草1800 | OP   | 巴賞         | 59   | 丹內祐次 | 12   | 4    | 11着 | 1:49.6 | 好安寧              |
| 17/7/2022  | 日本     | 函館 | 草2000 | GIII | 函館紀念     | 54   | 丹内祐次 | 16   | 2    | 13着 | 2:08.3 | 飛雪駒              |
| 29/8/2022  | 日本     | 札幌 | 草1200 | GIII | 堅蘭盃       | 57   | 丸山元氣 | 15   | 4    | 15着 | 1:10.7 | 急風聲勢            |

## 退役後
退役後，獨尊將軍並未入種，而是成為於北海道安平町北部牧場休養，在2022年作為乘騎馬使用。

## 血統簡介
父系銀幕英雄為日本賽駒，生涯戰績不俗，曾勝出一級賽日本盃。祖父草上飛是美國出生的日本賽駒，生涯戰績優秀，曾勝出朝日盃三歲錦標及寶塚紀念，亦曾連霸有馬紀念。
母系Shanghai Rock為日本賽駒，生涯僅於地方得一勝。外祖父直布羅山爲愛爾蘭賽駒，生涯戰績彪炳，曾勝出二千堅尼錦標、愛爾蘭二千堅尼、隆尚磨坊大賽、聖詹姆士皇宮錦標、薩塞克斯錦標、杜何斯特錦標及法國準則大賽七項一級賽冠軍。

### 血統表
| 父線：雷弼圖系（Hail to Reason系）                                                 |                                |              |                |
| 種馬 銀幕英雄 2004年（栗色）                                                       | 草上飛 1995年（栗色）          | Silver Hawk  | 雷弼圖         |
| 種馬 銀幕英雄 2004年（栗色）                                                       | 草上飛 1995年（栗色）          | Silver Hawk  | Gris Vitesse   |
| 種馬 銀幕英雄 2004年（栗色）                                                       | 草上飛 1995年（栗色）          | Ameriflora   | 單色           |
| 種馬 銀幕英雄 2004年（栗色）                                                       | 草上飛 1995年（栗色）          | Ameriflora   | Graceful Touch |
| 種馬 銀幕英雄 2004年（栗色）                                                       | Running Heroine 1993年（棗色） | 週日寧靜     | Halo           |
| 種馬 銀幕英雄 2004年（栗色）                                                       | Running Heroine 1993年（棗色） | 週日寧靜     | Wishing Well   |
| 種馬 銀幕英雄 2004年（栗色）                                                       | Running Heroine 1993年（棗色） | Dyna Actress | 北方風味       |
| 種馬 銀幕英雄 2004年（栗色）                                                       | Running Heroine 1993年（棗色） | Dyna Actress | Model Sport    |
| 繁殖雌馬 Shanghai Rock 2008年（深棗色）                                            | 嘉年傑 1999年（棗色）          | 鞍匠井       | 北地舞人       |
| 繁殖雌馬 Shanghai Rock 2008年（深棗色）                                            | 嘉年傑 1999年（棗色）          | 鞍匠井       | Fairy Bridge   |
| 繁殖雌馬 Shanghai Rock 2008年（深棗色）                                            | 嘉年傑 1999年（棗色）          | Detroit      | 河人           |
| 繁殖雌馬 Shanghai Rock 2008年（深棗色）                                            | 嘉年傑 1999年（棗色）          | Detroit      | Derna          |
| 繁殖雌馬 Shanghai Rock 2008年（深棗色）                                            | Nishino Rose                   | 雷貓         | 雷鳥           |
| 繁殖雌馬 Shanghai Rock 2008年（深棗色）                                            | Nishino Rose                   | 雷貓         | {{{mmfm}}}     |
| 繁殖雌馬 Shanghai Rock 2008年（深棗色）                                            | Nishino Rose                   | Barmistress  | 雅力達         |
| 繁殖雌馬 Shanghai Rock 2008年（深棗色）                                            | Nishino Rose                   | Barmistress  | Bemissed       |
| 雌系：Feola系（號族：2-f）                                                         |                                |              |                |
| 五代內近親交配：北地舞人 5×5×5×5×5、單色、4×4、His Majesty 5×5、Hail to Reason 5×5 |                                |              |                |

## 命名由來
名字Generale Uno（ジェネラーレウーノ）在意大利語中，意思為「第一的將軍」，香港採用「獨尊將軍」作為翻譯。

## 外部連結
- 獨尊將軍 netkeiba.com
- 血統表